# خانه امن (فیلم ۲۰۱۲)
خانهٔ امن (به انگلیسی: Safe House) یک فیلم دلهره‌آور و اکشن آمریکایی محصول سال ۲۰۱۲ به کارگردانیِ دنیل اسپینوزا با بازی دنزل واشینگتن و رایان رینولدز است.
موسیقی این فیلم اثر رامین جوادی است.
فیلمبرداری در کیپ‌تاون آفریقای جنوبی انجام شد. این فیلم در ۷ فوریه ۲۰۱۲ در شهر نیویورک به نمایش درآمد و در ۱۰ فوریه ۲۰۱۲ در سینماهای ایالات متحده اکران شد. این فیلم نقدهای متفاوتی را به همراه داشت، با تمجید از بازی واشینگتن و رینولدز، اما انتقادات منفی برای فیلمنامه و تدوین در صحنه‌های اکشن. با این وجود، خانه امن یک موفقیت تجاری بود. ۲۰۸ میلیون دلار در سراسر جهان در مقابل بودجه ۸۵ میلیون دلاری به دست آورد.

## خلاصه داستان
فیلم دربارهٔ جاسوسی حرفه‌ای به نام توبین فراست (دنزل واشینگتن) است که مدت‌ها از آخرین زمانی که دیده شده گذشته‌است. اما توبین به‌تازگی در شهر کیپ‌تاون در آفریقای جنوبی مشاهده شده و سازمان جاسوسی آمریکا هم جاسوسی به نام مت وستون (رایان رینولدز) را که در منطقه حضور دارد، برای بازجویی از او مأمور می‌کند….